# Six Mile Run
Six Mile Run es un lugar designado por el censo ubicado en el condado de Somerset en el estado estadounidense de Nueva Jersey. En el año 2010 tenía una población de 3,184 habitantes.

## Geografía
Six Mile Run se encuentra ubicado en las coordenadas 40°28′8.48″N 74°32′57.08″O / 40.4690222, -74.5491889.